# Алпы
Алпы (азерб. Alpı) — село в Уджарском районе Азербайджана. 
Расположено на Ширванской равнине на  берегу реки Гёйчай и на расстоянии 7,5 км к юго-востоку от города Уджар.

## История
Первые исторические упоминания об «татарской» (азербайджанской) деревне Алпи встречаются в «Описание Ширванской провинции составленное в 1820 году». Алпи состояла в Садарынском магале Ширванской провинции и вместе с другой деревней Меликъ-Кенды насчитывала 39 семей жителей.
По сведениям на 1856 год «татарская» (азербайджанская) деревня Алпы относилась к Шемахинскому уезду Шемахинской губернии, существовавшей в 1846 — 1859 годах, пока она не была переименована в Бакинскую губернию.

## Население
Согласно данным посемейных списков на 1886 год, в Алпы насчитывалось 88 дымов и 497 жителей и все «татары»-шииты (азербайджанцы-шииты), из которых мужчин — 271 человек а женщин — 226 человек. Селение входило в состав Баргушетского участка, Гекчайского уезда Бакинской губернии.
По Азербайджанской сельскохозяйственной переписи 1921 года в Алпы Уджарского сельского общества Геокчайского уезда Азербайджанской ССР проживало 572 человека (140 хозяйств). Преобладающая национальность — тюрки-азербайджанцы.
Основные занятия жителей — зерноводство, овощеводство, животноводство. В селе функционируют средняя школа, библиотека, медицинский пункт.

## Известные уроженцы
- Фарзали Фарзалиев — военнослужащий пограничных войск Азербайджана[8].